# Dhaubini
Dhaubini (en népalais : धोबिनी) est un comité de développement villageois du Népal situé dans le district de Parsa. Au recensement de 2011, il comptait 4 903 habitants.